# Jerry Jarrett
Jerry W. Jarrett (4 de setembro de 1942 - 14 de fevereiro de 2023) foi um promotor e ex-lutador de wrestling profissional, e pai do lutador Jeff Jarrett. Ele foi o fundador e ex-chefe da Total Nonstop Action Wrestling. Amigo do Chairman Vince McMahon, Jarrett também foi um profissional lutador.
Foi também o fundador da Continental Wrestling Association, conhecida no mundo do wrestling independente. Seu filho, Jeff Jarrett e Dixie Carter, são os atuais donos da TNA.